# Łucja Madziar
 Łucja Madziar  (* 1981 in Gdynia, Polen) ist eine polnische Geigerin. Sie ist tätig als Solistin, 1. Konzertmeisterin und Kammermusikerin.

## Leben
Łucja Madziar erhielt ihre ersten musikalischen Eindrücke durch die Werke polnischer Komponisten wie Frédéric Chopin und Karol Szymanowski. Ihren ersten Violinunterricht erhielt sie im polnischen Poznań im Alter von sechs Jahren. Ihre Ausbildung begann sie bei Petru Munteanu und setzte sie später bei Silvia Marcovici fort. Sie folgte dabei der Tradition der franko-belgischen Violinschule.
Im Jahr 1997 kam Madziar nach Deutschland, um an der Hochschule für Musik und Theater Rostock Violine zu studieren. Bis zum Umzug nach Österreich im Jahr 2023 lebte sie in Deutschland und verfügt sowohl über die polnische als auch die deutsche Staatsbürgerschaft.
Madziar spielt heute eine Violine von Carlo Ferdinando Landolfi aus dem Jahr 1759 und einen Bogen von Nikolai Kittel, gemacht um das Jahr 1860.

## Wirken
Als Solistin und Kammermusikerin gastierte Łucja Madziar in der Elbphilharmonie, im Wiener Konzerthaus, im Moskauer Konservatorium, beim Beethovenfest Bonn, dem Württembergischen Kammerorchester Heilbronn, den Neubrandenburger Philharmonikern, dem Folkwang Kammerorchester und bei den Festspielen Mecklenburg-Vorpommern. Seit ihrem Debüt mit dem Violinkonzert von Johannes Brahms in der Hamburger Laeiszhalle konzertiert sie regelmäßig als Solistin mit renommierten Orchestern und arbeitet mit namhaften Dirigenten zusammen, unter anderem Stefan Soltesz, Ivan Repušić, Jörg Faerber, Michele Spotti, Karen Kamensek und Alexander Joel.
Eine bedeutende Rolle in Madziars musikalischer Laufbahn spielt ihre Konzertmeistertätigkeit. Sie war 1. Konzertmeisterin bei den Essener Philharmonikern (2006–2010), an der Staatsoper Hannover (2010–2022), bei den Münchner Philharmonikern und an der Deutschen Oper Berlin (2019–2021). Seit 2023 ist sie als 1. Konzertmeisterin des ORF Radio-Symphonieorchesters Wien tätig. In der Position als 1. Konzertmeisterin gastiert sie zudem regelmäßig bei bedeutenden Orchestern in Deutschland und im Ausland. Unter anderem begleitete sie David Garrett beim „ECHO Klassik 2010“. Im Jahr 2019 trat sie auf bei der „Festlichen Operngala für die Deutsche AIDS-Stiftung“ und 2023 bei der seit 1992 stattfindenden Konzertveranstaltung „Christmas in Vienna“.
Neben Katharina Sellheim (Klavier) und Johannes Krebs (Violoncello) ist Madziar Gründungsmitglied des Klaviertrio Hannover, das sich mit Projekten wie der Gesamteinspielung der Klavierquartette Ludwig van Beethovens und der Einspielung unveröffentlichter Kammermusik von Emilie Mayer profilieren konnte.

## Werke
- Missing Link: Emilie Mayer – Neu entdeckte Klaviertrios d-Moll, Es-Dur und a-Moll Genuin, 2022.
- Ludwig van Beethoven: Die Klavierquartette Genuin, 2019.

## Auszeichnungen und Ehrungen
- 2010: Aalto-Preis für junge Künstler
- 2005: Siegerin und Preisträgerin des internationalen Violinwettbewerbs „Vaclav Huml“ in Zagreb
- 2005: Preisträgerin des internationalen „Fritz Kreisler“-Wettbewerbs in Wien
- 2002: Preisträgerin des internationalen Violinwettbewerbs „Henri Marteau“ in Lichtenberg.
- 2001: Siegerin und Preisträgerin des internationalen Violinwettbewerbs „Andrea Postacchini“ in Fermo
- 1998: DAAD-Preis für herausragende Leistungen
- 1997: Siegerin des internationalen Violinwettbewerbs „Kloster Schöntal“, 1997